# Ulrich Mühe

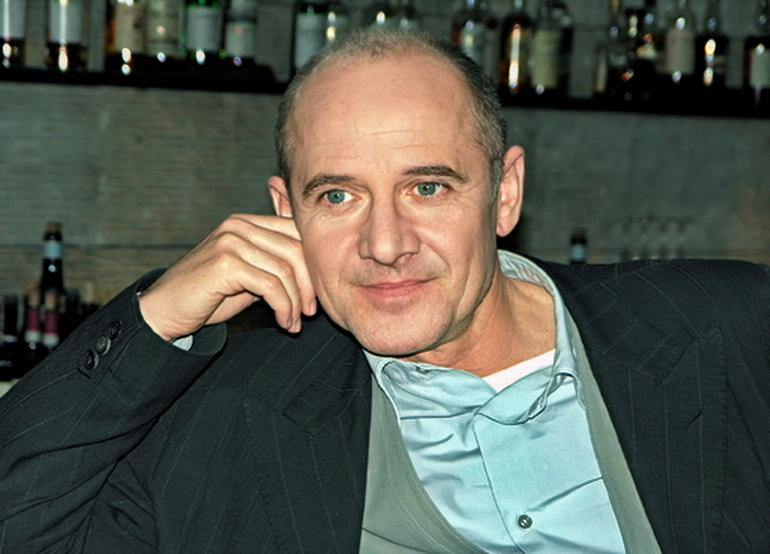
Ulrich Mühe, 2005

Friedrich Hans Ulrich Mühe (* 20. Juni 1953 in Grimma; † 22. Juli 2007 in Walbeck) war ein deutscher Schauspieler, Theaterregisseur und Hörspiel- sowie Hörbuchsprecher, dessen Karriere am Städtischen Theater Karl-Marx-Stadt begann. Seinen internationalen Durchbruch hatte er 1989 in der Hauptrolle des Leutnant Theodor Lohse in Bernhard Wickis Das Spinnennetz. Weitere Bekanntheit erlangte er durch die durchgehende Serienhauptrolle als Gerichtsmediziner Dr. Robert Kolmaar in der ZDF-Krimiserie Der letzte Zeuge, die er von 1998 bis 2007 spielte, und 2006 als Hauptmann Gerd Wiesler in dem Kinofilm Das Leben der Anderen, der 2007 den Oscar als bester fremdsprachiger Film erhielt. In seiner Karriere wirkte er in etlichen Theaterinszenierungen und in über 70 Film- und Fernsehproduktionen.

## Leben

### Herkunft und Ausbildung
Ulrich Mühe war der Sohn des Kürschnermeisters Hans-Günther Mühe. Er wuchs zusammen mit seinem Bruder Andreas auf, der später die Werkstatt des Vaters fortführte. Nach dem Schulabschluss durchlief er eine Berufsausbildung mit Abitur als Baufacharbeiter. Seinen anschließenden Wehrdienst, den er wegen eines Magengeschwürs vorzeitig beenden musste (ihm wurden nach eigener Aussage zwei Drittel seines Magens entfernt), leistete er bei den Grenztruppen der DDR an der Berliner Mauer ab. Von 1975 bis 1979 studierte er Schauspiel an der Theaterhochschule „Hans Otto“ Leipzig.

### Politisches Engagement

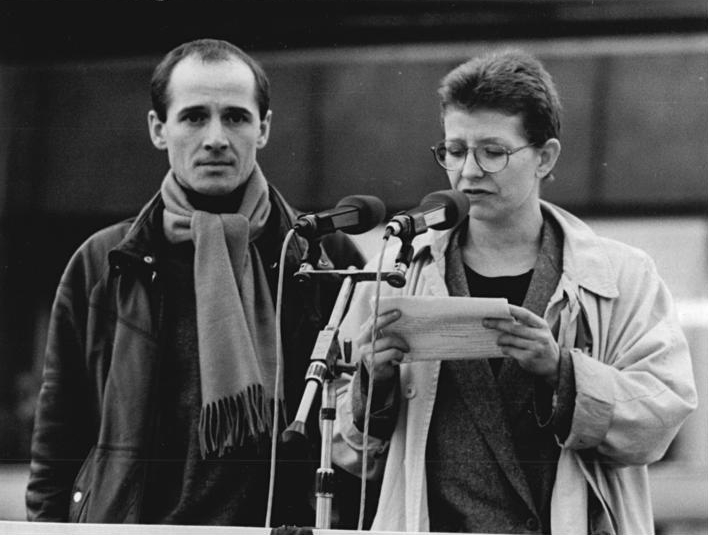
Johanna Schall und Ulrich Mühe sprechen bei der Berliner Großdemonstration am 4. November 1989

In der Wendezeit engagierte sich Mühe bei öffentlichen Diskussionen in der DDR und war einer der Initiatoren der Demonstration vom 4. November 1989 auf dem Berliner Alexanderplatz. Er las öffentlich im damals von Dieter Mann geführten Deutschen Theater in Ost-Berlin aus Walter Jankas Buch Schwierigkeiten mit der Wahrheit, noch bevor es in der DDR erscheinen durfte.

### Dokumentationen
Der Regisseur Christoph Rüter dokumentierte 1989–1991 die Probenarbeiten zu Heiner Müllers Inszenierung Hamlet/Maschine am Deutschen Theater in Ost-Berlin, in der Ulrich Mühe die Hauptrolle spielt: The Time is out of Joint/Die Zeit ist aus den Fugen (100 Min., WDR). Gleichzeitig zeigt der Film das Verschwinden der DDR. Ein weiterer Dokumentarfilm von Rüter, Jetzt bin ich allein, entstand nach Ulrich Mühes Tod und wurde in zeitlicher Nähe zu seinem 1. Todestag erstmals am 26. Juli 2008 auf 3sat ausgestrahlt. Nach Mühes Tod drehte sein Sohn Konrad den Kurzfilm Fragen an meinen Vater (2011).

### Auseinandersetzung mit Jenny Gröllmann
Im Jahr 2006 äußerte sich Ulrich Mühe in einem Interview für das Filmbuch Das Leben der Anderen über angebliche informelle Kontakte seiner zweiten Ehefrau Jenny Gröllmann mit der HA II/13 des MfS. Gröllmann erwirkte daraufhin vor dem Landgericht Berlin einstweilige Verfügungen gegen den Verlag des Buches und gegen Mühe selbst. Sie erklärte eidesstattlich, sie habe nie „wissentlich“ mit dem Ministerium für Staatssicherheit zusammengearbeitet. Das Gericht gab dem Antrag Gröllmanns statt und untersagte die weitere Verbreitung des Buches. Den Widerspruch Mühes wies das Gericht ab und untersagte ihm, Jenny Gröllmann weiterhin als Inoffizielle Mitarbeiterin zu bezeichnen, da die Unterlagen des MfS zwar „Verdachtsmomente“, jedoch keine Tatsachen liefern würden.

### Privates

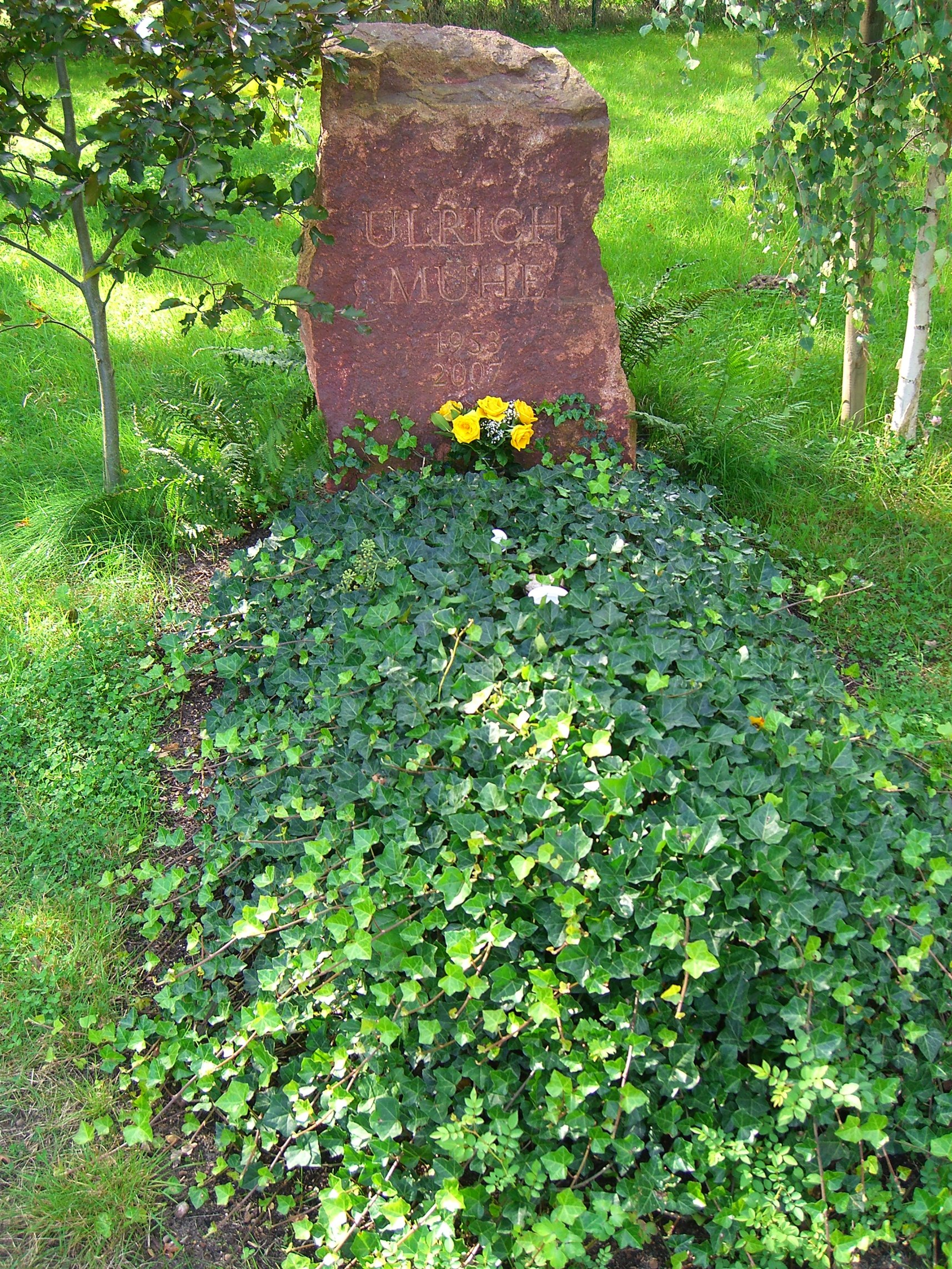
Grab von Ulrich Mühe in Walbeck

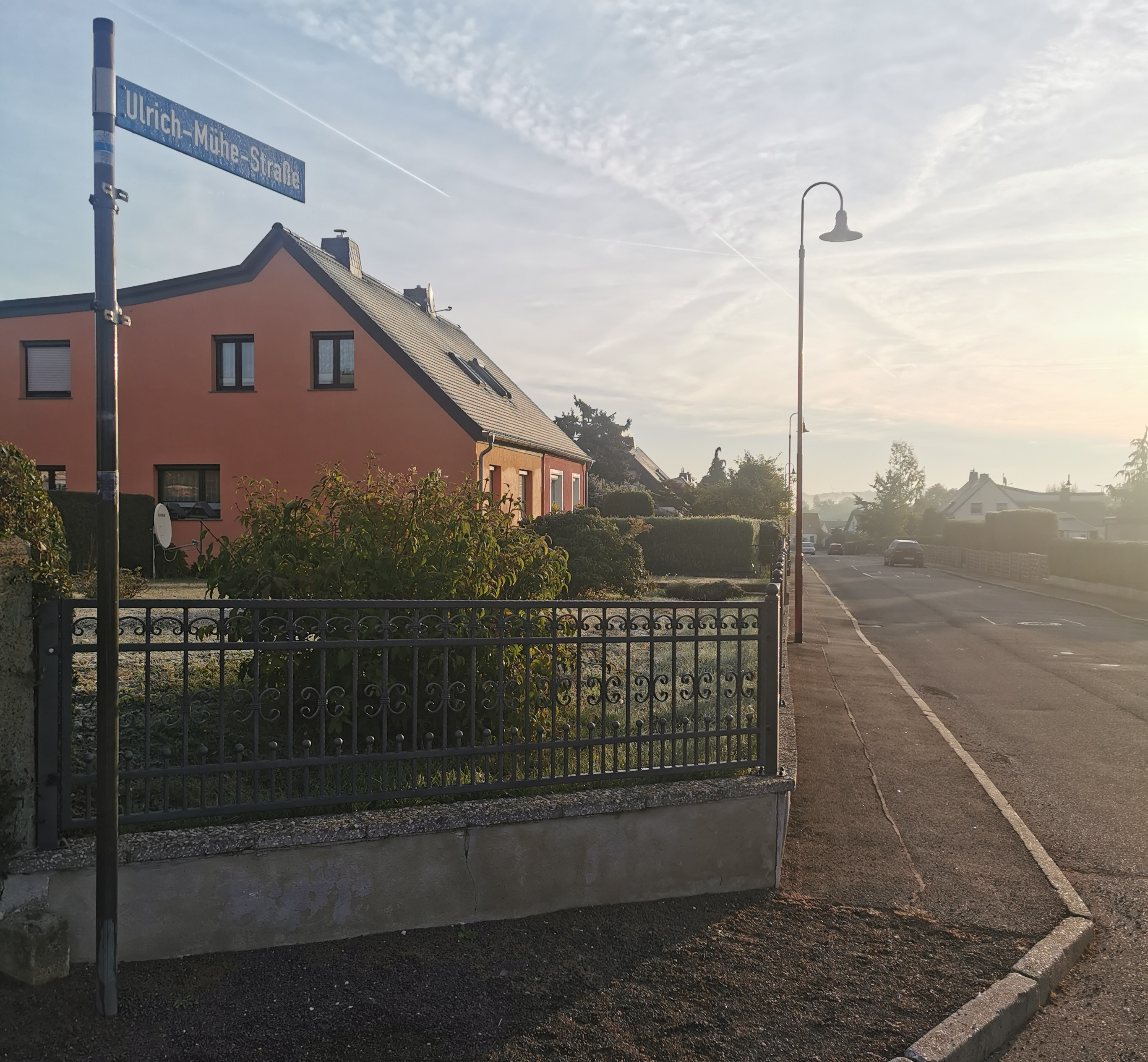
Ulrich-Mühe-Straße

Aus der ersten Ehe mit der Dramaturgin Annegret Hahn (* 1951) hatte Mühe zwei Söhne: Andreas Mühe (* 1979) ist Fotograf; Konrad Mühe (* 1982) studierte Bildende Kunst an der Universität der Künste Berlin, sein Kurzfilm Fragen an meinen Vater erhielt 2011 auf der Berlinale eine lobende Erwähnung der Jury. In zweiter Ehe war Ulrich Mühe von 1984 bis 1990 mit der Schauspielerin Jenny Gröllmann (1947–2006) verheiratet, die er bei den Dreharbeiten zu Die Poggenpuhls kennenlernte. Aus dieser Ehe ging eine Tochter hervor, die Schauspielerin Anna Maria Mühe (* 1985).
Mühe lernte 1990 bei den Salzburger Festspielen bei der Aufführung des Bühnenstücks Die Jüdin von Toledo die Schauspielerin Susanne Lothar (1960–2012) kennen und war von 1997 an bis zu seinem Tod mit ihr verheiratet. Er wohnte mit ihr und den beiden gemeinsamen Kindern zunächst in Hamburg und ab 1999 in Berlin. Sohn Jakob wurde nach Ulrich Mühes Tod von Schauspielkollegin Gesine Cukrowski vormundschaftlich betreut.
Kurz nach der Oscarverleihung im März 2007 wurde Mühe wegen eines Magenkarzinoms operiert. Er erlag der Krankheit im Alter von 54 Jahren in seinem Sommerhaus in Walbeck, wo ihn noch zehn Tage vor seinem Tod der US-Schauspieler Tom Cruise besucht hatte. Am 25. Juli 2007 wurde Mühe auf dem Gemeindefriedhof beigesetzt.
Ulrich Mühe wurde postum zum Ehrenbürger seiner Geburtsstadt Grimma ernannt. Ein ihm vom damaligen Oberbürgermeister Matthias Berger geschenktes T-Shirt mit der Aufschrift „Grimma – Sachsen“ hatte er bei der Oscarverleihung getragen. Die bisherige Theodor-Körner-Straße wurde in Ulrich-Mühe-Straße umbenannt.

## Karriere

### Theater

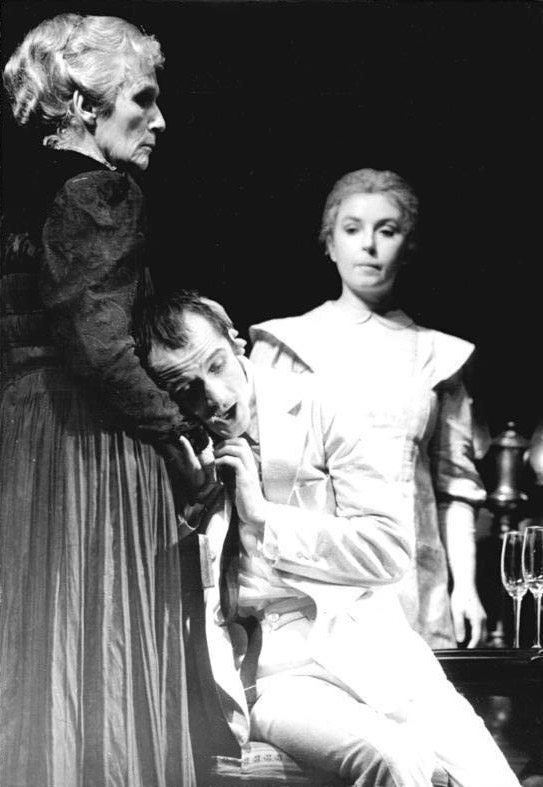
Ulrich Mühe mit Inge Keller (l.) und Simone von Zglinicki (r.) bei einer Aufführung von Ibsens Gespenster, 18. November 1983

Nach dem Studium wurde Ulrich Mühe an das Städtische Theater Karl-Marx-Stadt engagiert, bevor ihn Heiner Müller 1982 nach Berlin holte, und zwar zunächst als Gast an die Volksbühne. 1983 wurde Mühe Ensemblemitglied am Deutschen Theater, wo er in Rollen wie dem Egmont (1986), Lessings Philotas und dem Patriarchen in Nathan der Weise (1988) überzeugte und zum Star des Ensembles aufstieg. Hervorzuheben ist Mühes Verkörperung der Titelrolle in Hamlet und in Die Hamletmaschine in einer Inszenierung von Heiner Müller aus dem Jahr 1989.
Nach der politischen Wende hatte er wechselnde Theaterengagements, unter anderem am Burgtheater unter Claus Peymann (Clavigo von Goethe mit Andrea Clausen und Paulus Manker sowie Peer Gynt) und 1990 bei den Salzburger Festspielen als König Alphons in Die Jüdin von Toledo (mit Susanne Lothar). Seit Ende der 1990er Jahre widmete er sich wieder verstärkt der Bühne und spielte beispielsweise 1999 an den Hamburger Kammerspielen in Sarah Kanes Gesäubert (Regie: Peter Zadek) und an der Wiener Burg den Henri in Yasmina Rezas Drei Mal Leben (Regie: Luc Bondy). Neben weiteren außergewöhnlichen Bühnenproduktionen wie beispielsweise Wittgenstein Incorporated (Wiener Festwochen, 2003) und Sarah Kanes Zerbombt (Berlin, 2005) war Mühe bei vielen Literaturlesungen und -veranstaltungen zu erleben. 2004 inszenierte er als Theaterregisseur das Drama Der Auftrag von Heiner Müller.
Mühe war Mitglied der Abteilung Darstellende Kunst der Bayerischen Akademie der Schönen Künste.

### Film und Fernsehen
Von 1983 an wirkte Mühe in verschiedenen Kino- und Fernsehfilmen mit. Sein Debüt auf der Kinoleinwand gab er als „junger Mann“ in Olle Henry mit Michael Gwisdek in der Titelrolle. 1985 war er als Dichter Friedrich Hölderlin in Hälfte des Lebens von Herrmann Zschoche zu sehen; seine damalige Ehefrau Jenny Gröllmann spielte die große Liebe Hölderlins, Susette Gontard. Mit Gröllmann arbeitete er wiederholt zusammen, u. a. stand er mit ihr 1986 für den Zweiteiler Das Buschgespenst und 1988 im Polizeiruf 110: Flüssige Waffe vor der Kamera.
Der internationale Durchbruch gelang ihm 1989 in der Hauptrolle des Leutnant Theodor Lohse in Bernhard Wickis Das Spinnennetz. 1992 war er in Helmut Dietls oscarnominierter Satire Schtonk! neben Uwe Ochsenknecht und Götz George in der Rolle des Verlagsleiters Dr. Guntram Wieland zu sehen. 1990 spielte er in der Verfilmung von Thomas Manns Novelle Der kleine Herr Friedemann die Titelrolle des an seiner Hässlichkeit und Verkrüppelung leidenden Friedemann.
Nachdem er 1990 bei den Salzburger Festspielen Susanne Lothar kennengelernt hatte, spielte er – wie auch zuvor mit Gröllmann – mehrfach mit ihr zusammen, wie etwa in Detlef Rönfeldts Zweiteiler Das tödliche Auge (1993), in den Filmen Das Schloß (1997, Verfilmung des gleichnamigen Franz-Kafka-Romans) und Funny Games (1997) des österreichischen Regisseurs Michael Haneke sowie im NDR-Tatort Traumhaus des Ermittlerteams Stoever und Brockmöller.
1994 stand er in der Rolle des Ägyptologen Dr. Heinrich Gützkow gemeinsam mit Iris Berben in der Verfilmung von Uwe Timms Kinderbuch Rennschwein Rudi Rüssel vor der Kamera. Mit Berben war er 1995 auch als Jakob Seiler in dem ZDF-Fernsehkrimi Rosa Roth – Lügen zu sehen. In der Erich-Loest-Romanverfilmung Nikolaikirche spielte er den Pfarrer Ohlbaum. Von 1998 bis zu seinem Tod übernahm er an der Seite von Gesine Cukrowski die Rolle des Gerichtsmediziners Dr. Robert Kolmaar in der ZDF-Krimiserie Der letzte Zeuge.
2000 gab er in der Verwechslungskomödie Goebbels und Geduldig in einer Doppelrolle die Verkörperung des Propagandaministers Goebbels. 2002 verkörperte er in dem mehrfach ausgezeichneten Drama Der Stellvertreter nach dem gleichnamigen Theaterstück von Rolf Hochhuth einen hochrangigen SS-Mann, der mit Begeisterung seine Aufgabe bei der Judenvernichtung erfüllt. 2004 stellte Mühe den Stasihauptmann Gerd Wiesler in Florian Henckel von Donnersmarcks Kinofilm Das Leben der Anderen dar, der im März 2006 in die deutschen Kinos kam und 2007 den Oscar als bester fremdsprachiger Film erhielt. Ulrich Mühe wurde für diese Rolle mit dem Deutschen Filmpreis 2006 als bester Hauptdarsteller, dem Europäischen Filmpreis 2006 als bester Darsteller und mit der Goldenen Henne ausgezeichnet.
Sein letzter im Jahr 2006 abgedrehter Kinofilm Nemesis, in dem er zusammen mit seiner dritten Ehefrau Susanne Lothar ein Ehepaar spielte, wurde aufgrund eines Rechtsstreits, mit dem Lothar die Aufführung des Films nach Mühes Tod verhindern wollte, erst im Jahr 2010, drei Jahre nach seinem Tod, gezeigt.

### Hörspielarbeiten
Ulrich Mühe betätigte sich auch als Hörspiel- sowie Hörbuchsprecher. In der Litera-Hörspielproduktion der DDR entstand 1985 das für Kinder produzierte Märchenhörspiel zu Wilhelm Hauffs Das kalte Herz, in der Mühe die Hauptrolle des Peter Munk sprach. Im Rahmen der „Lieblingsmärchen der Deutschen“ (Patmos Verlag) sprach er die jeweils männliche Titelrolle in den Grimms-Märchen-Hörspielen Brüderchen und Schwesterchen und Jorinde und Joringel, die jeweils weibliche Titelrolle übernahm Susanne Lothar.
2001 las er gemeinsam mit seinen Schauspielkollegen Otto Sander, Katharina Thalbach und Dagmar Manzel im Rahmen von Die Lieblingsgedichte der Deutschen. 100 Gedichte mehrere Gedichte ein, u. a. Stufen von Hermann Hesse. Gemeinsam mit seiner Tochter Anna Maria Mühe sprach er Antoine de Saint-Exupérys Der kleine Prinz ein.

## Filmografie

### Kino
- 1983: Olle Henry
- 1985: Die Frau und der Fremde
- 1985: Hälfte des Lebens
- 1989: Das Spinnennetz
- 1989: Hard Days, Hard Nights
- 1990: Sehnsucht (Senso)
- 1992: Schtonk!
- 1992: Benny’s Video
- 1994: Der Blaue
- 1995: Rennschwein Rudi Rüssel
- 1996: Peanuts – Die Bank zahlt alles
- 1996: Engelchen
- 1997: Funny Games
- 1997: Sterben ist gesünder
- 1998: Sieben Monde
- 1998: Feuerreiter
- 1998: Straight Shooter
- 2002: Der Stellvertreter (Amen)
- 2003: Spy Sorge
- 2003: Hamlet X
- 2005: Schneeland
- 2006: Das Leben der Anderen
- 2007: Mein Führer – Die wirklich wahrste Wahrheit über Adolf Hitler
- 2010: Nemesis

### Fernsehen
- 1981: Kabale und Liebe (Studioaufzeichnung)
- 1978: Der Held der westlichen Welt (Studioaufzeichnung)
- 1980: Armer Ritter (Theateraufzeichnung)
- 1983: Der Mann und sein Name
- 1983: Gespenster
- 1984: Die Poggenpuhls (Fernsehfilm)
- 1985: Die dritte Frau (Zweiteiler)
- 1986: Der Snob (Studioaufzeichnung)
- 1986: Das Buschgespenst
- 1987: Die erste Reihe (Fernsehfilm)
- 1987: Sansibar oder Der letzte Grund
- 1988: Polizeiruf 110: Flüssige Waffe
- 1988: Nadine, meine Liebe
- 1989: Späte Ankunft (Zweiteiler)
- 1989: Prinz Friedrich von Homburg
- 1989: Egmont (Theateraufzeichnung)
- 1989: Die gläserne Fackel (Folge Wendepunkte)
- 1990: Nathan der Weise (Theateraufzeichnung)
- 1990: Philotas
- 1990: Der kleine Herr Friedemann
- 1991: Die Jüdin von Toledo (Theateraufzeichnung)
- 1991: Ende der Unschuld
- 1991: Jugend ohne Gott
- 1992: Das letzte U-Boot
- 1993: Wehner – die unerzählte Geschichte
- 1993: Das tödliche Auge (Zweiteiler)
- 1993: Zwei Supertypen in Miami (Folge Heiße Diamanten)
- 1995: Geschäfte
- 1995: Nikolaikirche
- 1995: Rosa Roth – Lügen
- 1995: Nadja – Heimkehr in die Fremde
- 1995: … nächste Woche ist Frieden
- 1996: Tatort: Die Abrechnung
- 1996: Tödliches Schweigen
- 1997: Das Schloß
- 1998: 36 Stunden Angst
- 1998: Siska (Folge Tod einer Würfelspielerin)
- 1998–2007: Der letzte Zeuge (73 Folgen)
- 1999: Todesengel
- 1999: Tatort: Traumhaus
- 1999: Einfach raus
- 2000: Goebbels und Geduldig
- 2001: Dreimal Leben
- 2003: Im Schatten der Macht
- 2003: Boomtown Berlin (Folge Es leckt)
- 2003: Alles Samba
- 2004: Hunger auf Leben
- 2006: Das Geheimnis von St. Ambrose
- 2006: Peer Gynt

## Theatrografie (Auswahl)
als Schauspieler
- 1985: Johannes R. Becher: Winterschlacht (Panzersoldat) – Regie: Alexander Lang (Deutsches Theater Berlin)
- 1985: Pedro Calderón de la Barca: Das Leben ist Traum (Zygmunt) – Regie: Friedo Solter (Deutsches Theater Berlin)
- 1986: Johann Wolfgang von Goethe: Egmont (Egmont) – Regie: Friedo Solter (Deutsches Theater Berlin)
- 1988: Heiner Müller: Der Lohndrücker (Stettiner) – Regie: Heiner Müller (Deutsches Theater Berlin)
- 1991: William Shakespeare/Heiner Müller: Hamlet/Maschine (Hamlet) – Regie: Heiner Müller (Deutsches Theater Berlin)

- 1983–1996: Osvald Alving in Gespenster von Henrik Ibsen – Regie: Thomas Langhoff (Kammerspiele des Deutschen Theaters Berlin)
- Titelrolle in Philotas von Gotthold Ephraim Lessing
- Titelrolle in Hamlet von William Shakespeare
- Titelrolle in Clavigo von Johann Wolfgang Goethe (Burgtheater Wien, Regie: Claus Peymann, mit Paulus Manker)
- Titelrolle in Peer Gynt von Henrik Ibsen (Burgtheater Wien, Regie: Claus Peymann, mit Annemarie Düringer)
- König Alphons in Die Jüdin von Toledo von Franz Grillparzer (Salzburger Festspiele, Regie: Thomas Langhoff, mit Susanne Lothar)
- Ian in Zerbombt von Sarah Kane (Schaubühne am Lehniner Platz Berlin, Regie: Thomas Ostermeier, mit Katharina Schüttler und Thomas Thieme)
- Arzt in Gesäubert von Sarah Kane (Hamburger Kammerspiele, Regie: Peter Zadek, mit Susanne Lothar, Uwe Bohm, August Diehl)

als Theaterregisseur
- Der Auftrag von Heiner Müller (2004)

## Hörspiele (Auswahl)
- 1983: Dino Buzzati: Die Festung (Angustina) – Regie: Götz Fritsch, Rundfunk der DDR
- 1984: Günther Weisenborn: Klopfzeichen (Hans) – Regie: Fritz Göhler, Rundfunk der DDR
- 1984: Heinar Kipphardt: Bruder Eichmann (Hauptmann Chass) – Regie: Barbara Plensat/ Ulrich Griebel, Rundfunk der DDR
- 1984: Bertolt Brecht: Furcht und Elend des Dritten Reiches – Regie: Achim Scholz (Hörspiel – Rundfunk der DDR)
- 1985: Alfred de Musset: Man spielt nicht mit der Liebe (Perdican) – Regie: Wolfgang Brunecker, Rundfunk der DDR
- 1985: Helmut Bez: Die erste große Fahrt der Hoffnung (Rodrigo) – Regie: Manfred Täubert, Rundfunk der DDR
- 1985: Horst Hawemann: Die Katze, die immer nur ihre eigenen Wege ging (Mann) – Regie: Barbara Plensat (Kinderhörspiel frei nach Motiven von Rudyard Kipling – Litera)
- 1986: Wilhelm Hauff: Das kalte Herz (Peter Munk) – Regie: Rainer Schwarz (Kinderhörspiel – Litera)
- 1986: Wilhelm Jacoby/ Carl Laufs: Pension Schöller (Eugen Rumpel) – Regie: Norbert Speer, Rundfunk der DDR
- 1986: Franz Fühmann: Die Schatten (Eurylochos) – Regie: Barbara Plensat, Rundfunk der DDR
- 1986: Peter Hacks: Die Kinder (Zeus) – Regie: Norbert Speer, Rundfunk der DDR
- 1986: Peter Gosse: Tod der Orpheus (Orpheus) – Regie: Horst Liepach, Rundfunk der DDR
- 1986: Maxim Gorki: Komische Käuze (Nikolai Potechin) – Regie: Ingeborg Medschinski, Rundfunk der DDR
- 1987: Peter Jakubeit: Der Verbrecher Hans Kohlhase (Erzähler) – Regie: Horst Liepach, Rundfunk der DDR
- 1988: Thomas Knauf: Die Stunde des Augenblicks (Scherf) – Regie: Peter Brasch, Rundfunk der DDR
- 1993: Wladimir Sorokin: Ein Monat in Dachau (Monolog-Sprecher) – Regie: Ulrich Gerhardt, SDR
- 1995: Walter Kempowski: Der Krieg geht zu Ende – Regie: Walter Adler, hr
- 1996: Thomas Brussig: Helden wie wir (Klaus Uhltzscht) – Regie: Wolfgang Rindfleisch, MDR/SDR
- 1996: Heiner Müller: Germania III. – Gespenster am toten Mann (Monolog-Sprecher) – Regie: Ulrich Gerhardt, DLR/ORB/SDR

## Hörbücher (Auswahl)
- Der kleine Prinz von Antoine de Saint-Exupéry (DE: Platin)[23]
- Adler und Engel von Juli Zeh
- Ich bin eine Welt von Georg Trakl
- Ein Monat in Dachau von Wladimir Sorokin
- Die Weise von Liebe und Tod des Cornets Christoph Rilke von Rainer Maria Rilke
- Von allem Anfang an von Christoph Hein
- Reise gegen den Wind von Peter Härtling
- Der Südkurier von Antoine de Saint-Exupéry
- Das kalte Herz von Wilhelm Hauff
- Wind, Sand und Sterne von Antoine de Saint-Exupéry

## Dokumentarfilme
- Ulrich Mühe – Unerbittlich, auch gegen sich selbst. Dokumentarfilm, Deutschland, 2007, 30 Min., Buch und Regie: Leonore Brandt, Produktion: MDR, Reihe: Lebensläufe, Erstsendung: 30. März 2008 beim MDR, Inhaltsangabe von MDR.
- Jetzt bin ich allein – Der Schauspieler Ulrich Mühe. Dokumentarfilm, Deutschland, 2008, 60 Min., Buch und Regie: Christoph Rüter, Produktion: Christoph Rüter Filmproduktion, arte, Erstsendung: 29. September 2008 bei arte, Inhaltsangabe von Christoph Rüter.

## Auszeichnungen
- 1988: Helene-Weigel-Medaille[24]
- 1989 und 2005: Bayerischer Filmpreis
- 1990: Deutscher Darstellerpreis – Chaplin-Schuh des Bundesverbandes der Fernseh- und Filmregisseure in Deutschland e. V.
- 1991: Gertrud-Eysoldt-Ring
- 1992: Bambi
- 1994: Kainz-Medaille
- 1998 und 2005: Deutscher Fernsehpreis
- 2004: Goldene Schallplatte für Der kleine Prinz von Antoine de Saint-Exupéry
- 2006: Deutscher Filmpreis
- 2006: Friedenspreis des Deutschen Films – Die Brücke
- 2006: Goldene Henne
- 2006: Preis der deutschen Filmkritik
- 2006: Europäischer Filmpreis als „Bester Schauspieler“
- 2007: Jupiter als Bester deutscher Darsteller für Das Leben der Anderen
- 2007: Ehrenbürgerschaft der Stadt Grimma (posthum)[25]
- 2008: Nominierung als bester Hauptdarsteller in Das Leben der Anderen bei den British Academy Film Awards 2008
- 2011: Stern auf dem Boulevard der Stars in Berlin